# Mel Farr
Mel Farr (Beaumont, 3 novembre 1944 – 3 agosto 2015) è stato un giocatore di football americano statunitense che ha giocato nel ruolo di running back per i Detroit Lions della National Football League (NFL). Fu scelto come settimo assoluto del Draft NFL 1967 dai Lions. Al college giocò a football a UCLA venendo premiato come All-America.

## Carriera
Farr fu scelto come settimo assoluto nel Draft 1967 dai Detroit Lions. Nella sua prima stagione corse 860 yard e segnò 3 touchdown su corsa e 3 su ricezione, venendo premiato come rookie offensivo dell'anno. Trascorse tutta la sua carriera ai Lions dal 1967 al 1973, venendo convocato per il Pro Bowl nel 1967 e nel 1970.

## Palmarès
- Convocazioni al Pro Bowl: 2

1967, 1970
- All-Pro: 1

1970
- Rookie offensivo dell'anno - 1967

## Statistiche
| Yard su corsa      | 3.072 |
| Touchdown su corsa | 26    |